# Погребной, Даниил Кононович
Даниил Кононович Погребной (1896—1965) — красноармеец Рабоче-крестьянской Красной Армии, участник Великой Отечественной войны, Герой Советского Союза (1944).

## Биография
Даниил Погребной родился в 1896 году в селе Буда-Орловецкая (ныне — Городищенский район Черкасской области Украины). После окончания начальной школы работал сначала в колхозе, затем на шахте на Донбассе. В марте 1944 года Погребной был призван на службу в Рабоче-крестьянскую Красную Армию и направлен на фронт Великой Отечественной войны, зачислен стрелком в 933-й стрелковый полк 254-й стрелковой дивизии 52-й армии 2-го Украинского фронта. Отличился во время Уманско-Ботошанской операции.
2 апреля 1944 года в бою за высоту 170 на правом берегу Прута к северо-востоку от Ясс Погребной первым ворвался во вражескую траншею и лично уничтожил 3 пулемётные точки, 4 автомашины и 22 солдата и офицера противника. Во время отражения немецких контратак Погребной уничтожил ещё 15 вражеских солдат и офицеров.
Указом Президиума Верховного Совета СССР от 13 сентября 1944 года за «мужество, отвагу и героизм, проявленные в борьбе с немецкими захватчиками», красноармеец Даниил Погребной был удостоен высокого звания Героя Советского Союза с вручением ордена Ленина и медали «Золотая Звезда» за номером 5243.
После окончания войны Погребной был демобилизован. Проживал и работал в Буде-Орловецкой. Скончался 10 апреля 1965 года.
Похоронен в родном селе. 
Был также награждён рядом медалей.